# D’oh!
D’oh! ([doʊʔ]) — характерное выражение персонажа мультсериала «Симпсоны» Гомера Симпсона. Вследствие своей популярности было включено в Оксфордский словарь. Обычно используется Гомером в тех случаях, когда он причиняет себе вред, осознаёт, что сделал что-то глупое, или когда случается какое-то несчастье. Некоторые другие персонажи мультсериала также используют это восклицание, особенно родственники Гомера, например, его неоднократно употребляли Барт и Лиза.
В 2006 году «D’oh!» было признано шестым в списке 100 самых броских фраз по версии TV Land. Произношение слова «D’oh!» является торговой маркой компании 20th Century Fox.

## История появления
Авторство слова принадлежит шотландско-американскому актёру-комику Джеймсу Финлейсону, который на одном из телевизионных шоу вместо восклицания «Проклятие!» (англ. Damn!), произнёс «D’ooooooooh!», так как это выражение было в те годы запрещено на телевидении. В Симпсонах Дэн Кастелланета, актёр озвучивающий Гомера, сократил крик до лаконичного «D’oh». Сокращение было сделано для того, чтобы фраза звучала современнее и грубее. Впервые использовалась в короткометражке «Боксёрская груша» (англ. Punching Bag) в 1988 году, а в сериале в первой же серии «Simpsons Roasting on an Open Fire».

## Вариации
Также в сериале можно услышать некоторые вариации этого выражения.
- В эпизоде «Bart of Darkness» Гомер произносит «D'oheth!»[6].
- В «Симпсоны в кино» — «D'oooohme!»[7].
- В эпизоде «Simpsons Roasting on an Open Fire» (1989), когда Гомер подрабатывал Санта-Клаусом в местном гипермаркете, он ударился головой и произнёс «Ho-ho-d’oh!».
- В эпизоде «So It's Come to This: A Simpsons Clip Show» (1993) можно увидеть 32 клипа подряд с коронной фразой Гомера.
- В эпизоде «She Used to Be My Girl» было показано когда знакомая подруга Мардж, Хлоя что-то исполняла, Гомер тоже присоединился но в песни выскочили несколько слов «D’oh!», даже при том когда он чем то подавился.
- В эпизоде «Thirty Minutes over Tokyo» было упомянуто японская версия слова «D’oh!», но при правильном и точном переводе, означает «проклятая глупость».

## Названия эпизодов
Первоначально у слова не было официального правописания. Поэтому оно писалось как «(Annoyed Grunt)» (рус. «Раздражённое ворчание»).
- «Simpsoncalifragilisticexpiala(Annoyed Grunt)cious» (Сезон 8, 1997)
- «E-I-E-I-(Annoyed Grunt)» (Сезон 11, 1999)
- «I, (Annoyed Grunt)-Bot» (Сезон 15, 2004)
- «G.I. (Annoyed Grunt)» (Сезон 18, 2006)

в названии восьми эпизодов присутствует «D’oh»:
- «D’oh-in in the Wind» (Сезон 10, 1998)
- «Days of Wine and D’oh’ses» (Сезон 11, 2000)
- «C.E. D’oh» (Сезон 14, 2003)
- «We're on the Road to D’ohwhere» (Сезон 17, 2006)
- «He Loves to Fly and He D’ohs» (Сезон 19, 2007)
- «Waverly Hills 9-0-2-1-D’oh» (Сезон 20, 2009)
- «The Greatest Story Ever D’ohed» (Сезон 21, 2010)
- «The Falcon and the D’ohman» (Сезон 23, 2011)
- «The D’oh-cial Network» (Сезон 23, 2012)
- «I’m Just a Girl Who Can’t Say D’oh» (Сезон 30, 2019)
- «D’oh Canada» (Сезон 30, 2019)

## Использование
Термин «D’oh!» используется многими поклонниками «Симпсонов», и не только ими. Слово прижилось в современной речи и показывает влияние сериала на общество. В новом оксфордском словаре английского языка 1998 года слово определяется как:

(обычно мягко уничижительно) используется для комментирования неудачного или глупого действия.
Оригинальный текст (англ.)(usually [in a manner] mildly derogatory) used to comment on an action perceived as foolish or stupid.

Термин также используется в массовой культуре, иногда как ссылка на программу. Эта короная фраза не уступает другой.
7 февраля 2011 года, на следующий день после неудачного дебюта испанского футболиста Фернандо Торреса в новом клубе Челси, английская газета The Daily Mirror вышла с заголовком «Fernand’oh».